# قحطانیه
قحطانیه (به عربی: القحطانیة) (سریانی: ܩܒܪ̈ܐ ܚܘܪ̈ܐ Qabre Ḥewore; کردی: Tirbespiyê) از شهرک‌های استان حسکه در سوریه است. بنا بر سرشماری سال ۲۰۰۴ جمعیت این شهر ۱۶٬۹۴۶ نفر بوده‌است. بیشتر جمعیت این شهر را کردها تشکیل می‌دهند. اقلیتی نیز از آشوریان در شهر زندگی می‌کنند.
طی جنگ داخلی سوریه، این شهر تحت کنترل یگان‌های مدافع خلق درآمد. کردها به این شهر تِرب‌سپی (تربت سپید) هم می‌گویند که به معنای «آرامگاه سفید» است.

## خصوصیات
قحطانیه ۱۶٬۹۴۶ نفر جمعیت دارد و ۴۰۵ متر بالاتر از سطح دریا واقع شده‌است.